# John Gibson (scultore)
John Gibson (Conwy, 19 giugno 1790 – Roma, 27 gennaio 1866) è stato uno scultore britannico.

## Biografia
Dal 1817 visse in Italia. Tra le sue opere più importanti si ricordano, in perfetto stile neoclassico: la Psiche sospinta dagli Zefiri (1816, gruppo conservato all'Accademia Reale di  Londra); l'Ila e le ninfe (1827, alla Tate di Londra); e la splendida Venere (1851, presso la Galleria d’Arte di Manchester).